# Balsa de Ves (kommunhuvudort)
Balsa de Ves är en kommunhuvudort i Spanien.   Den ligger i provinsen Provincia de Albacete och regionen Kastilien-La Mancha, i den östra delen av landet, 250 km sydost om huvudstaden Madrid. Balsa de Ves ligger 736 meter över havet och antalet invånare är 244.
Terrängen runt Balsa de Ves är lite kuperad. Runt Balsa de Ves är det glesbefolkat, med 9 invånare per kvadratkilometer. Närmaste större samhälle är Casas de Ves, 11,6 km väster om Balsa de Ves. 